# Castelsardodialekt
Der Castelsardo-Dialekt ist ein Dialekt, der in Castelsardo und im Weiler Lu Bagnu gesprochen wird. Es handelt sich um eine Übergangssorte zwischen Gallura und Sassari. Es hat eine morphologische und lexikalische Basis korsischen Ursprungs, während die Syntax mit dem Sardischen geteilt wird. Auf phonetischer Ebene wurde es vom mittelalterlichen Ligurischen und in jüngerer Zeit vom Sassari beeinflusst. Neben einigen ligurischen Archaismen, die auf die Doria-Domäne zurückgehen, gibt es eine beträchtliche Anzahl von sardisch-logudoresischen Wörtern.